# Нанда (Вале)
Нанда (фр. Nendaz) — громада  в Швейцарії в кантоні Вале, округ Конте.

## Географія
Громада розташована на відстані близько 90 км на південь від Берна, 7 км на південний захід від Сьйона.
Нанда має площу 86 км², з яких на 4,9% дозволяється будівництво (житлове та будівництво доріг), 25,4% використовуються в сільськогосподарських цілях, 31,7% зайнято лісами, 37,9% не є продуктивними (річки, льодовики або гори).

## Демографія
2019 року в громаді мешкало 6737 осіб (+12,4% порівняно з 2010 роком), іноземців було 15,5%. Густота населення становила 78 осіб/км².
За віковим діапазоном населення розподілялося таким чином: 17,6% — особи молодші 20 років, 60,8% — особи у віці 20—64 років, 21,6% — особи у віці 65 років та старші. Було 3060 помешкань (у середньому 2,1 особи в помешканні).
Із загальної кількості 2383 працюючих 244 було зайнятих в первинному секторі, 428 — в обробній промисловості, 1711 — в галузі послуг.